# Джонсон, Кеон (баскетболист, 2002)
Кеон Джонсон (англ. Keon Johnson, род. 10 марта 2002, Шелбивилл, Теннесси) — американский профессиональный баскетболист, выступающий за клуб НБА «Бруклин Нетс». Играет на позиции атакующего и разыгрывающего защитника.

## Профессиональная карьера

### Лос-Анджелес Клипперс (2021–2022)
Джонсон был выбран под 21-м номером на драфте НБА 2021 года командой «Нью-Йорк Никс» и был обменян в «Лос-Анджелес Клипперс» на Квентина Граймса и будущий драфт-пик второго раунда. 6 августа 2021 года он подписал контракт новичка с «Клипперс». В свой первый сезон Джонсон сыграл всего в 15 играх за «Клипперс».

### Портленд Трэйл Блэйзерс (2022–2023)
4 февраля 2022 года Джонсон был обменян вместе с Эриком Бледсо, Джастисом Уинслоу и выбором во втором раунде драфта 2025 года в «Портленд Трэйл Блэйзерс» на Нормана Пауэлла и Роберта Ковингтона. Джонсон дебютировал за «Трэйл Блэйзерс» 24 февраля, набрав четыре очка и четыре подбора в проигранной со счётом 132–95 игре против «Голден Стэйт Уорриорз». 1 апреля он набрал рекордные в карьере 20 очков, а также три результативные передачи в проигранном со счётом 130–111 матче против «Сан-Антонио Спёрс». «Трэйл Блэйзерс» в конечном итоге завершили сезон с результатом 27 побед и 55 поражений и не прошли в плей-офф впервые с 2013 года.
Джонсон играл за «Трэйл Блэйзерс» во время Летней лиги НБА 2022 года. Он набирал в среднем 14,2 очка за игру и помог привести клуб ко второму в истории команды чемпионству в турнире Летней лиге в Лас-Вегасе. 27 марта 2023 года он повторил свой личный рекорд в 20 очков, а также сделал три подбора и шесть результативных передач в проигранной со счётом 124–90 игре против «Нью-Орлеан Пеликанс». Два дня спустя главный тренер «Трэйл Блэйзерс» Чонси Биллапс объявил, что Джонсон сломал палец во время тренировки и выбыл на неопределенный срок.
27 сентября 2023 года Джонсон вместе с Грейсоном Алленом, Юсуфом Нуркичем и Нассиром Литтлом был обменян в «Финикс Санз» в рамках трёхсторонней сделки, в результате которой Дамиан Лиллард перешёл в «Милуоки Бакс», а Джру Холидей, Тумани Камара, Деандре Эйтон и выбор в первом раунде драфта 2029 года — в «Портленд Трэйл Блэйзерс». Позднее 23 октября «Санз» отчислили Джонсона в связи с необходимостью сократить состав п преддверии регулярного сезона 2023/2024.

### Бруклин Нетс (2023–настоящее время)
1 ноября 2023 года Джонсон подписал двусторонний контракт с «Бруклин Нетс».
21 июля 2024 года Джонсон подписал новый многолетний контракт с «Нетс».

## Статистика

### Статистика в НБА
| Сезон                                                                                    | Команда  | Регулярный сезон | Регулярный сезон | Регулярный сезон | Регулярный сезон | Регулярный сезон | Регулярный сезон | Регулярный сезон | Регулярный сезон | Регулярный сезон | Регулярный сезон | Регулярный сезон | Серия плей-офф | Серия плей-офф | Серия плей-офф | Серия плей-офф | Серия плей-офф | Серия плей-офф | Серия плей-офф | Серия плей-офф | Серия плей-офф | Серия плей-офф | Серия плей-офф |
| Сезон                                                                                    | Команда  | GP               | GS               | MPG              | FG%              | 3P%              | FT%              | RPG              | APG              | SPG              | BPG              | PPG              | GP             | GS             | MPG            | FG%            | 3P%            | FT%            | RPG            | APG            | SPG            | BPG            | PPG            |
| ---------------------------------------------------------------------------------------- | -------- | ---------------- | ---------------- | ---------------- | ---------------- | ---------------- | ---------------- | ---------------- | ---------------- | ---------------- | ---------------- | ---------------- | -------------- | -------------- | -------------- | -------------- | -------------- | -------------- | -------------- | -------------- | -------------- | -------------- | -------------- |
| 2021/22                                                                                  | Клипперс | 15               | 0                | 9,0              | 33,3             | 27,3             | 76,2             | 1,4              | 0,9              | 0,5              | 0,1              | 3,5              | Не участвовал  | Не участвовал  | Не участвовал  | Не участвовал  | Не участвовал  | Не участвовал  | Не участвовал  | Не участвовал  | Не участвовал  | Не участвовал  | Не участвовал  |
| 2021/22                                                                                  | Портленд | 22               | 12               | 25,5             | 35,7             | 34,8             | 83,3             | 2,7              | 2,9              | 1,0              | 0,5              | 9,7              | Не участвовал  | Не участвовал  | Не участвовал  | Не участвовал  | Не участвовал  | Не участвовал  | Не участвовал  | Не участвовал  | Не участвовал  | Не участвовал  | Не участвовал  |
| 2022/23                                                                                  | Портленд | 40               | 0                | 10,4             | 37,6             | 34,6             | 65,9             | 1,1              | 1,5              | 0,5              | 0,2              | 4,7              | Не участвовал  | Не участвовал  | Не участвовал  | Не участвовал  | Не участвовал  | Не участвовал  | Не участвовал  | Не участвовал  | Не участвовал  | Не участвовал  | Не участвовал  |
| 2023/24                                                                                  | Бруклин  | 5                | 0                | 12,2             | 38,1             | 40,0             | 91,7             | 1,4              | 0,6              | 0,6              | 0,2              | 6,2              | Не участвовал  | Не участвовал  | Не участвовал  | Не участвовал  | Не участвовал  | Не участвовал  | Не участвовал  | Не участвовал  | Не участвовал  | Не участвовал  | Не участвовал  |
| 2024/25                                                                                  | Бруклин  | 79               | 56               | 24,4             | 38,9             | 31,4             | 77,0             | 3,8              | 2,2              | 1,0              | 0,4              | 10,6             | Не участвовал  | Не участвовал  | Не участвовал  | Не участвовал  | Не участвовал  | Не участвовал  | Не участвовал  | Не участвовал  | Не участвовал  | Не участвовал  | Не участвовал  |
|                                                                                          | Всего    | 161              | 68               | 19,2             | 37,9             | 32,4             | 76,5             | 2,7              | 1,9              | 0,8              | 0,3              | 8,2              | Не участвовал  | Не участвовал  | Не участвовал  | Не участвовал  | Не участвовал  | Не участвовал  | Не участвовал  | Не участвовал  | Не участвовал  | Не участвовал  | Не участвовал  |
| Наведите курсор мыши на аббревиатуры в заголовке таблицы, чтобы прочесть их расшифровку. |          |                  |                  |                  |                  |                  |                  |                  |                  |                  |                  |                  |                |                |                |                |                |                |                |                |                |                |                |

### Статистика в Джи-Лиге
| Сезон                                                                                    | Команда                | Регулярный сезон | Регулярный сезон | Регулярный сезон | Регулярный сезон | Регулярный сезон | Регулярный сезон | Регулярный сезон | Регулярный сезон | Регулярный сезон | Регулярный сезон | Регулярный сезон | Серия плей-офф | Серия плей-офф | Серия плей-офф | Серия плей-офф | Серия плей-офф | Серия плей-офф | Серия плей-офф | Серия плей-офф | Серия плей-офф | Серия плей-офф | Серия плей-офф |
| Сезон                                                                                    | Команда                | GP               | GS               | MPG              | FG%              | 3P%              | FT%              | RPG              | APG              | SPG              | BPG              | PPG              | GP             | GS             | MPG            | FG%            | 3P%            | FT%            | RPG            | APG            | SPG            | BPG            | PPG            |
| ---------------------------------------------------------------------------------------- | ---------------------- | ---------------- | ---------------- | ---------------- | ---------------- | ---------------- | ---------------- | ---------------- | ---------------- | ---------------- | ---------------- | ---------------- | -------------- | -------------- | -------------- | -------------- | -------------- | -------------- | -------------- | -------------- | -------------- | -------------- | -------------- |
| 2021/22                                                                                  | Агуа-Кальенте Клипперс | 16               | 16               | 30,6             | 44,6             | 34,1             | 71,9             | 5,3              | 3,8              | 1,3              | 0,9              | 15,9             | Не участвовал  | Не участвовал  | Не участвовал  | Не участвовал  | Не участвовал  | Не участвовал  | Не участвовал  | Не участвовал  | Не участвовал  | Не участвовал  | Не участвовал  |
| 2023/24                                                                                  | Лонг-Айленд Нетс       | 41               | 4                | 27,2             | 47,3             | 36,6             | 78,9             | 5,5              | 3,3              | 1,2              | 0,5              | 17,7             | 3              | 3              | 36,5           | 40,0           | 45,5           | 72,7           | 7,3            | 4,7            | 1,0            | 0,3            | 19,7           |
|                                                                                          | Всего                  | 57               | 20               | 28,1             | 46,5             | 36,1             | 77,3             | 5,4              | 3,4              | 1,2              | 0,6              | 17,2             | 3              | 3              | 36,5           | 40,0           | 45,5           | 72,7           | 7,3            | 4,7            | 1,0            | 0,3            | 19,7           |
| Наведите курсор мыши на аббревиатуры в заголовке таблицы, чтобы прочесть их расшифровку. |                        |                  |                  |                  |                  |                  |                  |                  |                  |                  |                  |                  |                |                |                |                |                |                |                |                |                |                |                |

### Статистика в NCAA
| Сезон | Команда  | Conf  | Class | GP | GS | MPG  | FG%  | 3P%  | FT%  | RPG | APG | SPG | BPG | PPG  |
| --- | -------- | ----- | ----- | -- | -- | ---- | ---- | ---- | ---- | --- | --- | --- | --- | ---- |
| 2020/21 | Теннесси | SEC   | FR    | 27 | 17 | 25,5 | 44,9 | 27,1 | 70,3 | 3,5 | 2,5 | 1,1 | 0,4 | 11,3 |
| Всего | Всего    | Всего | Всего | 27 | 17 | 25,5 | 44,9 | 27,1 | 70,3 | 3,5 | 2,5 | 1,1 | 0,4 | 11,3 |
| Наведите курсор мыши на аббревиатуры в заголовке таблицы, чтобы прочесть их расшифровку Статистика приведена с сайта sports-reference.com |          |       |       |    |    |      |      |      |      |     |     |     |     |      |